# Piece of youth
「piece of youth」（ピース・オブ・ユース）は、ChouChoの楽曲。2015年11月25日に11枚目のシングルとしてLantisから発売された。

## 概要
シングルとしては前作「BLESS YoUr NAME」以来、7か月ぶりのリリースとなる。
表題曲はショウゲート配給アニメ映画『ガールズ&パンツァー 劇場版』の主題歌、カップリング曲は同映画のイメージソングとして使用され、自身初のアニメ映画作品の主題歌タイアップとなった。『ガールズ&パンツァー』関連のタイアップは「DreamRiser」以来、2作目となる。
2017年7月9日に開催されたイベント『ガールズ&パンツァー 劇場版 シネマティック・コンサート』にてオーケストラをバックに2曲とも披露した。このことについては、ChouChoが「映画の主題歌を歌う夢も、オーケストラと共演する夢も『ガルパン』（ガールズ&パンツァー）が叶えてくれました」と語った。

## 批評
CDジャーナルは「今回は2曲とも作詞も担当、ほんのりと前向きな自分の言葉に乗せて、伸びやかな歌の力も一段と増した。全域で安定したヴォーカルと音程が、彼女の個性であり持ち味なのを納得できる仕上がり」と批評した。
リスアニ!は、「キラキラと輝くサウンドと青春時代を思い返すような歌詞に込められたのは、戦車道にかける乙女たちの想いとかけがえのない日々。だがそれは、ChouCho自身のこれまでの活動にも重ねることができるはずだ。彼女が歌ってきた楽曲というピースが“今”を作り、それがまた新しい“未来”に繋がる」と批評した。

## チャート成績
初週4,095枚を売り上げ、2015年12月7日付オリコン週間シングルランキングで初登場30位を獲得。2016年1月25日付け週間シングルランキングでセールス1万枚突破。チャート登場回数は22回。CD累計売上は14,156枚を記録した。
ChouChoのシングルとしては最大の売上を記録している（オリコン調べ）。

## シングル収録内容
| 全作詞: ChouCho、全編曲: 酒井陽一。 |                               |           |            |      |
| #                                   | タイトル                      | 作詞      | 作曲       | 時間 |
| 1.                                  | 「piece of youth」            | ChouCho   | 酒井陽一   | 5:25 |
| 2.                                  | 「GloryStory」                | ChouCho   | 田村ジュン | 4:15 |
| 3.                                  | 「piece of youth」(off vocal) | ChouCho   |            | 5:25 |
| 4.                                  | 「GloryStory」(off vocal)     | ChouCho   |            | 4:13 |
| 合計時間:                           | 合計時間:                     | 合計時間: | 19:18      |      |

## 収録アルバム
| 曲名           | 収録アルバム                 | 発売日         | 備考                                 |
| -------------- | ---------------------------- | -------------- | ------------------------------------ |
| piece of youth | ChouCho ColleCtion "bouquet" | 2016年5月25日  |                                      |
| piece of youth | naked garden                 | 2019年11月27日 | アコースティック・バージョンで収録。 |
| piece of youth | ChouCho the BEST             | 2021年12月8日  |                                      |
| GloryStory     | ChouCho ColleCtion "bouquet" | 2016年5月25日  |                                      |

## カバー
- 西住みほ（渕上舞）、西住まほ（田中理恵）- パチンコ・パチスロ『ガールズ＆パンツァー 劇場版』ボーカルミニアルバム『音楽道、まだまだ邁進中です!!!』（2022年2月16日発売）に「piece of youth 西住流」として収録。